# Симм, Юхан Яанович
Юхан (Яанович) Симм (эст. Juhan Simm, 12 августа 1885 — 20 декабря 1959) — эстонский и советский дирижёр и композитор, народный артист Эстонской ССР (1947).

## Биография
Учился в Тартуском университете на математическом факультете и факультете естествознания, в 1911—1914 — в Берлинской консерватории Штерна.
В 1914—1916 годах — музыкальный руководитель, в 1916—1946 — дирижёр театра «Ванемуйне» (Тарту).
Основал ряд хоровых коллективов, в 1911 году — студенческий мужской хор (ныне — Тартуский академический мужской хор), в 1923 — Тартуское общество мужского пения (ныне — Хор имени Ю. Симма); основатель и руководитель народных симфонических концертов в Тарту, руководил в 1916—1923 смешанным хором музыкального отдела общества «Ванемуйне». Дирижёр эстонских певческих праздников (1923, 1933, 1938, 1950).
В 1926—1927 и 1944—1951 преподавал в Тартуском музыкальном училище, а также в общеобразовательных школах.
Выступал как музыкальный критик.
Популярными стали хоровые песни Симма — «Родной остров» (1904), «Мульгимаале» (1933), «Танцевальная» (1953) и др. Автор увертюр и сюит для оркестра, камерных инструментальных произведений, сольных песен. Видное место в музыкальном наследии Симма занимают сочинения для театра (зингшпиль «Сватовство», по А. Китцбергу, 1915, и др.). Обработал ряд народных песен.
Похоронен в Тарту на Peetri cemetery (комплекс Раади)